# Alsó-szászországi körzet

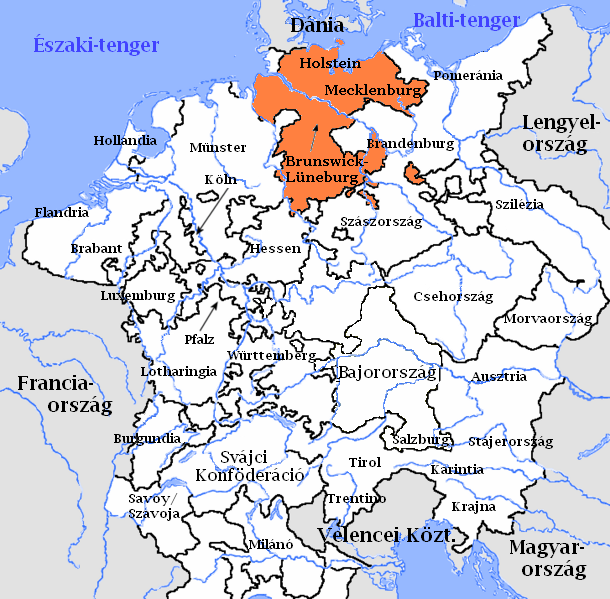
Az Alsó-szászországi körzet térképe

Az Alsó-szászországi körzet (németül: Niedersächsischer Reichskreis) a Német-római Birodalom tíz kialakított körzetének egyike. Abba a hat körzetbe tartozik bele, amelyet I. Miksa császár birodalmi reformjai során először hozott létre 1500-ban. A császári rendeletnek az volt a célja, hogy az egyre decentralizáltabb birodalmat a korona alatt ismét egyesítse, vagy legalábbis ideiglenesen megóvja a teljes széthullástól. A körzeteknek védelmi, adózási és képviseleti szerep jutott. Egy körzetbe a birodalom közel 300 állama közül több is beletartozott.
Így aztán az Alsó-szászországi körzet is több államból állt össze, amelyek neveit az alábbi táblázat tartalmazza. Emellett ennek a körzetnek igen sajátos jellegzetessége volt, hogy egy időben Dánia, Nagy-Britannia és Svédország uralkodói ezen államok nagy részének hercegei is voltak egy személyben.
| Név                       | Államforma             | Megjegyzések |
| ------------------------- | ---------------------- | --- |
| Blankenburg               | Hercegség              | 1731-től Brunswick-Wolfenbüttel hercegei birtokolták |
| Bréma                     | Érsekség               | 1648-ban Brémai Hercegség néven világi uralom alatt álló állam lett, amelyet 1719-ig a svéd korona birtokolt                                                                                          |
| Bréma                     | szabad birodalmi város | |
| Braunschweig-Grubenhagen  | Hercegség              | |
| Braunschweig-Kalenberg    | Hercegség              | Később ezt a területet Hannoveri Választófejedelemségnek nevezték |
| Braunschweig-Lüneburg     | Hercegség              | |
| Braunschweig-Wolfenbüttel | Hercegség              | |
| Goslar                    | szabad birodalmi város | |
| Halberstadt               | Püspökség              | 1648-ban Brandenburghoz került, és világi rangot kapott |
| Hamburg                   | szabad birodalmi város | |
| Hildesheim                | Püspökség              | |
| Holstein                  | Hercegség              | |
| Holstein-Glückstadt       | Hercegség              | |
| Holstein-Gottorp          | Hercegség              | |
| Lauenburg                 | Hercegség              | |
| Lübeck                    | Püspökség              | |
| Lübeck                    | szabad birodalmi város | |
| Magdeburg                 | Érsekség               | 1680-ban Brandenburghoz került és világi rangot kapott |
| Mecklenburg               | Hercegség              | 1621-ben két részre osztották fel: Mecklenburg-Güstrowra és Mecklenburg-Scherinre, aztán 1695-ben újraegyesült, és végül 1701-ben ismét kettészakadt Mecklenburg-Schwerinre és Mecklenburg-Sterlitzre |
| Mecklenburg-Güstrow       | Hercegség              | |
| Mecklenburg-Schwerin      | Hercegség              | |
| Mecklenburg-Strelitz      | Hercegség              | |
| Mühlhausen                | szabad birodalmi város | |
| Nordhausen                | szabad birodalmi város | |
| Rantzau                   | Grófság                | 1734-től a dán király birtoka |
| Ratzeburg                 | Püspökség              | 1648-ban Mecklenburg-Schwerin hercegének birtoka lett |
| Regenstein                | Grófság                | |
| Schwerin                  | Püspökség              | 1648-ban Mecklenburg-Schwerin hercegének birtoka lett |